# Napoleon I
Uppslagsorden "Napoleon", "Bonaparte" och "Napoleon Bonaparte" leder hit. För andra betydelser, se Napoleon (olika betydelser), Bonaparte (olika betydelser) eller Napoleon Bonaparte (olika betydelser).
Napoleon Bonaparte (fr. Napoléon Bonaparte, franska: [napɔleɔ̃ bɔnɑpaʁt]), född som Napoleone di Buonaparte, italienska: [napoleˈoːne di ˌbwɔnaˈparte], men tog namnet Napoleon I under sin regeringstid som kejsare av Frankrike), född 15 augusti 1769 i Ajaccio på Korsika, död 5 maj 1821 på Sankta Helena i Sydatlanten, var Frankrikes kejsare från 18 maj 1804 till 6 april 1814 och återigen (under de hundra dagarna) från 20 mars till 22 juni 1815.
Som överbefälhavare för den franska militärmakten erövrade och härskade han över större delen av västra och centrala Europa och innehade ett par år även makten i Egypten. Det misslyckade fälttåget mot Ryssland försvagade sedan hans position, vilket så småningom ledde till det slutgiltiga nederlaget vid slaget vid Waterloo och hans fall. Sedan Napoleon förlorat slaget i Waterloo blev han avsatt och förvisad till den isolerade ön Sankta Helena mitt ute på Atlanten. Där dog han sex år senare. 
Få personer i historien har blivit mer omtalade och föremål för forskning än Napoleon. Hans historiska betydelse är omdiskuterad. De olika synsätten på honom har ofta skapat debatt och oenighet. I Frankrike betraktas han av många som en nationalhjälte. Han framhävs först och främst som en stor fältherre och militär strateg, medan andra ser honom mer som en politiker och reformator. Av andra betraktas han som en stor tyrann. Napoleon är begravd i Hôtel des Invalides i Paris.

## Födelse och uppväxt

### Tidig barndom och prästskolan i Autun
| Napoleons mor, Letizia Ramolino. Målning av Robert Lefèvre, 1813 |  | Napoleons far, Carlo Buonaparte. Målning av Anne Louis Girodet-Trioson |
| Napoleons mor, Letizia Ramolino. Målning av Robert Lefèvre, 1813 |  | Napoleons far, Carlo Buonaparte. Målning av Anne Louis Girodet-Trioson |

Napoleon föddes 1769 på Korsika. Fadern Carlo Bonaparte var aktiv inom den korsikanska motståndsrörelsen vid Napoleons födelse, men övergav denna och anslöt sig till Frankrike, vilket belönades med att han blev ledamot i ständerförsamlingen i Versailles. Han avled vid 39 års ålder, vilket gjorde Napoleons mor till änka vid 35 års ålder. Modern hette Laetitia Ramolino och härstammade från den korsikanska adelssläkten Ramolino. Hon födde tretton barn, varav åtta blev vuxna. Familjen talade korsikanska och hade italienska namn, vilka senare förfranskades. Napoleon kallades följaktligen för Nabullione under sin barndom (och Rabulione när han var olydig, vilket Herman Lindqvist har översatt till "den som är överallt, river ner allting och blandar sig i allting"), och släkten hette Buonaparte, inte Bonaparte som senare. Buonaparte och Ramolino var bland de mest kända av Korsikas dåvarande sjuttiosju adelsfamiljer. En annan framträdande familj var Pozzo di Borgo, som var Napoleons familjs främsta rivaler. 
Eftersom Korsika sedan 1768 varit franskt, och Napoleon föddes året därefter, föddes han som fransk medborgare. Barnens italienska namn förfranskades. Nabullione blev Napoleon. Korsikas franske guvernör, Louis Charles René Marbeuf, var god vän med huset Buonaparte. Vissa historiker har menat att hans förhållande till modern Letizia var intimt och att han rentav skulle vara far till ett av barnen, Louis. Dorothy Carrington har skrivit en bok som behandlar frågan, Napoleon's Parents från 1980.
Vid 5-årsåldern började Napoleon gå i skola, närmare bestämt en flickskola, öppen även för pojkar, som drevs av nunnor. Vid sex års ålder övertogs hans undervisning av abbé Recco som lärde honom att skriva och läsa. Eftersom det franska skolsystemet ännu inte införts på Korsika skedde undervisningen på italienska. Hans favoritämnen var matematik, historia och geografi. Fadern ville att pojkarna skulle studera vidare i Frankrike och det ordnades så att Nabullione och hans bror Giuseppe skulle utbildas till militär respektive präst i Frankrike. Men först var de tvungna att lära sig franska. Den 15 december 1778 sändes Nabullione till prästskolan i Autun med sin bror Giuseppe, för att lära sig franska. Då var han drygt nio år gammal, och brodern nästan elva. 1779 skrevs pojkarna in på läroverket, och det var vid denna tid deras namn byttes till sina franska motsvarigheter Napoleon och Joseph.

### Militärskolan i Brienne
Napoleon intensivstuderade franska under tre månader och skickades sedan till militärskolan i Brienne, där han skrevs in i april 1779. Eleverna kom alla från adliga familjer, men nästan aldrig från de riktigt fina. Hälften var, precis som Napoleon, frielever. På skolan talades det många språk och dialekter. Eftersom det nyerövrade Korsika inte stod högt i kurs i Frankrike betraktades följaktligen Napoleon som en "italiensk barbar". Han blev retad för sin dialekt och bakgrund, vilket fick honom att identifiera sig starkt som korsikan. I skolan undervisades eleverna i ämnen som fransk litteratur, latinska klassiker, tyska, historia, geografi, religion, matematik, sång och dans. Senare tillkom även undervisning i fortifikations- och kartritning. Varje morgon inleddes med morgonmässa och eleverna var tvungna att delta i högmässan två gånger i veckan, bikta sig en gång i månaden och ta nattvarden varannan månad. Religionen togs inte på särskilt stort allvar i skolan. Mässorna brukade vara avklarade inom fem minuter. Napoleon hävdade att det var i Brienne, vid nio års ålder, som han tappade sin tro på Gud. Detta berodde på att lärarna påstod att den hedniske Julius Caesar brann i helvetet. Caesar var Napoleons största idol. Den franske kungens skolinspektör, Chevalier de Kéralio, skrev 1783 om Napoleon: "Lydig, uppmärksam, öppen. Utmärker sig för kunskaper i historia och geografi. Han är dålig i teckning och en usel dansör. Han blir en utmärkt sjöofficer." Napoleon fick inga nära vänner, men en kamrat, Antoine de Bourienne, som han senare i livet anställde som sekreterare.

### Krigshögskolan i Paris
I september 1784 avslutade Napoleon sin utbildning i Brienne och blev en av fem elever som fick möjlighet att läsa vidare vid krigshögskolan i Paris. Han anlände till Paris för första gången den 21 oktober det året. Här pågick undervisningen åtta timmar om dagen varje dag förutom söndagar och helgdagar då eleverna fick sitta och skriva brev eller läsa fyra timmar om dagen. Det fanns fler lärare och personal än elever på skolan och både maten och lärarkåren var betydligt bättre än de i skolan i Brienne. Napoleon kom att få Alexandre des Mazis som rumskamrat och de blev nära vänner. Under den här tiden läste Napoleon mycket, i synnerhet Montesquieu och Rousseau. Han utmärkte sig också som matematiker men var mest intresserad av historia. Sämst var han i språk. Han avslutade sin utbildning efter 1 år och utexaminerades som nummer 42 av 58 elever. Hans kurskamrater hade dock läst samma kurser under minst två, ibland tre år. I oktober 1785 lämnade han skolan och valde artilleriregementet La Fère i södra Frankrike. Han var då fänrik.

## Militär karriär

### Tiden före revolutionen
Under den första tiden i Valence präglades Napoleons liv av hektiska dagar fulla med utbildning. Han fick lära sig om artilleri, ammunition, lagring och transport av kanoner och projektiler. Han avancerade först till korpral, sedan till sergeant och blev den 10 januari 1786 officer med en årsinkomst på 1 120 franc. Han bodde i ett rum på Café Circle på Rue du Croissant och åt sin mat på ett café i närheten. Han ägnade sig inte åt sådant som hans jämnåriga kamrater sysslade med. Han gick inte på bordeller och var inte särskilt lockad av fin mat och dryck. Han sågs aldrig vara berusad.

### Franska revolutionen
Franska revolutionen 1789 öppnade stora möjligheter för den ambitiöse unge Napoleon. Han fick höra talas om den några dagar efter stormningen av Bastiljen i Paris. Några dagar därefter nådde revolutionen Auxonne, där Napoleon befann sig. Skeppare och hamnarbetare stormade myndigheternas kontor och Napoleon fick befälet över en vaktstyrka som skulle återställa ordningen. Efter en natt av kravaller och plundring lyckades de återställa ordningen nästa dag. Några soldater i hans regemente revolterade och rånade översten. Napoleon själv välkomnade revolutionen men avskydde pöbelns våldsamma upplopp. Till skillnad från en del andra militärer av hans grad svor han den nya eden om trohet till "Nationen, kungen och lagen".
Han steg snabbt i de militära graderna. 1791 befordrades han till löjtnant och förflyttades till Valence, varefter han under en tid tog tjänsteledigt och reste till Korsika. Eftersom han stannade kvar där långt efter att tjänsteledigheten tagit slut ströks han från lönelistan, varför han tvingades återvända till Paris. Han återkom den 28 maj 1792, veckan efter det att Österrike och Preussen förklarat Frankrike krig. Av de femtioåtta personerna som han tog examen med fanns endast sex stycken kvar i landet; resten hade emigrerat. Napoleon kunde därför smidigt bli befordrad till kapten den 19 juli. Den 22 september 1792 utropades den franska republiken, men Napoleon kände sig inte särskilt delaktig i händelserna. Han ville helst återvända till Korsika och fortsätta sin karriär där. Han reste följaktligen dit och anlände den 23 oktober tillsammans med sin syster Elisa. Med den nya kaptensgraden återfick han omedelbart posten som överstelöjtnant i den andra bataljonen av det korsikanska nationalgardet, en post han tidigare innehaft under sin vistelse på ön. Efter en tvist med familjen Paoli tvingades familjen Buonaparte fly till det franska fastlandet, dit de anlände den 13 juni 1793.
Efter sin första större militära seger i staden Toulon den 16 december 1793 överöstes han med beröm och befordrades den 22 december samma år till brigadgeneral. Lite senare, i februari 1794, utnämndes han till chef för italienarméns artilleri. Den 27 juli det året störtades jakobinväldet och alla sympatisörer förföljdes, och fängslades eller avrättades. Napoleon själv greps den 9 augusti och spärrades in i ett fort på den gamla fästningen Forte-Carré i Antibes. Han skrev protester till myndigheterna, vilket tillsammans med faktumet att hans högsta chefer insåg hur nödvändig han var ledde till att han den 20 augusti det året släpptes fri och återfick sin tjänst i Italien. Han blev snart divisionsgeneral. Under den här tiden hade han sin första kärlekshistoria, med Désirée Clary. De skrev konstant romantiska brev till varandra. Napoleonkännaren Jean Tulard har skrivit att de båda betraktade sig som förlovade från den 21 april 1795.

### Överbefälhavare i Italien

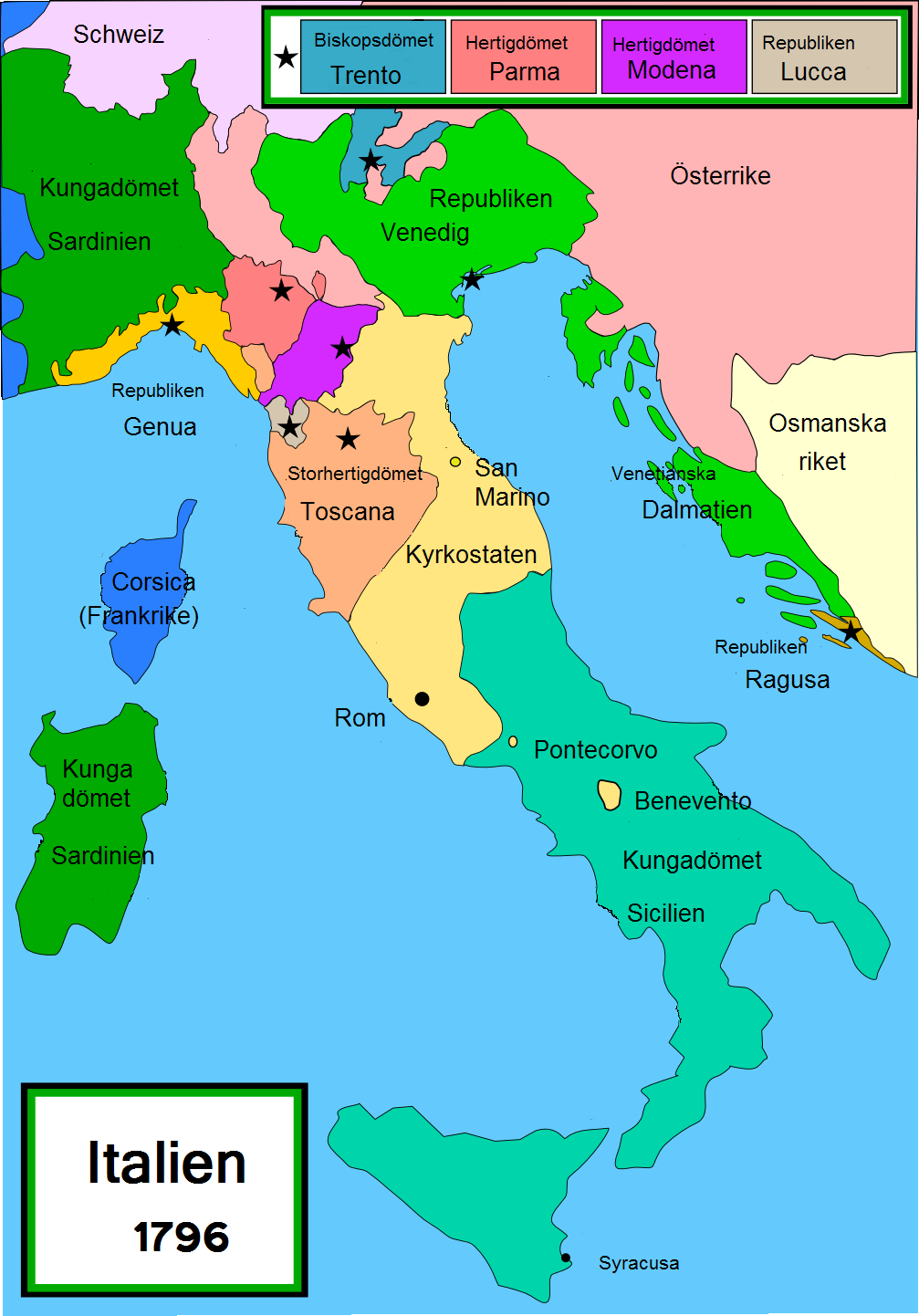
Italien år 1796

Kärleksaffären med Désirée tog emellertid slut och den 9 mars 1796 gifte han sig med Joséphine de Beauharnais. Sju dagar tidigare hade han utnämnts till överbefälhavare över Italienarmén. Den 26 mars anlände han till Nice där han träffade de män som han skulle samarbeta med i kriget. Det var under resan till Italien som han ändrade sitt efternamn från Buonaparte till Bonaparte. På den här tiden fanns Italien endast som ett geografiskt (och delvis språkligt) begrepp, vilket inrymde de olika kungadömena, furstendömena och fria städerna på Apenninska (italienska) halvön med kringliggande öar samt områdena kring Po-floden. Österrike hade kontroll över vissa delar, bland annat hamnstaden Trieste, hertigdömet Milano och Storhertigdömet Toscana.
Ett krig mot Frankrike i Italien skulle splittra österrikarna eftersom de redan förde krig mot fransmännen på andra fronter. Napoleons plan för att besegra sina fiender var att slå till på tre fronter; generalen Jourdan skulle anfalla nedre delen av Rhen, erövra Mainz och fortsätta söderut med 70 000 man, general Moureau skulle gå in i södra Tyskland med ytterligare 70 000 man och Napoleon själv skulle invadera via Piemonte och driva ut österrikarna från Lombardiet med hjälp av 40 000 man. Planen lyckades och åren 1796–1797 besegrade han Österrike i ett blixtfälttåg, och slöt egenmäktigt fred med österrikarna vid Campio Formio. Napoleons armé hade segrat i arton slag och genomfört sextiosju kampanjer; österrikarna var utkörda och förföljda. Den stora koalitionen av allierade stater mot Frankrike hade upplösts.
Fälttåget ledde till fransk ockupation av ett antal fria stater: fastlandsdelen av Kungariket Sardinien, Storhertigdömet Toscana, Republiken Genua, och Republiken Venedig samt delar av Kyrkostaten.

### Fälttåget i Egypten

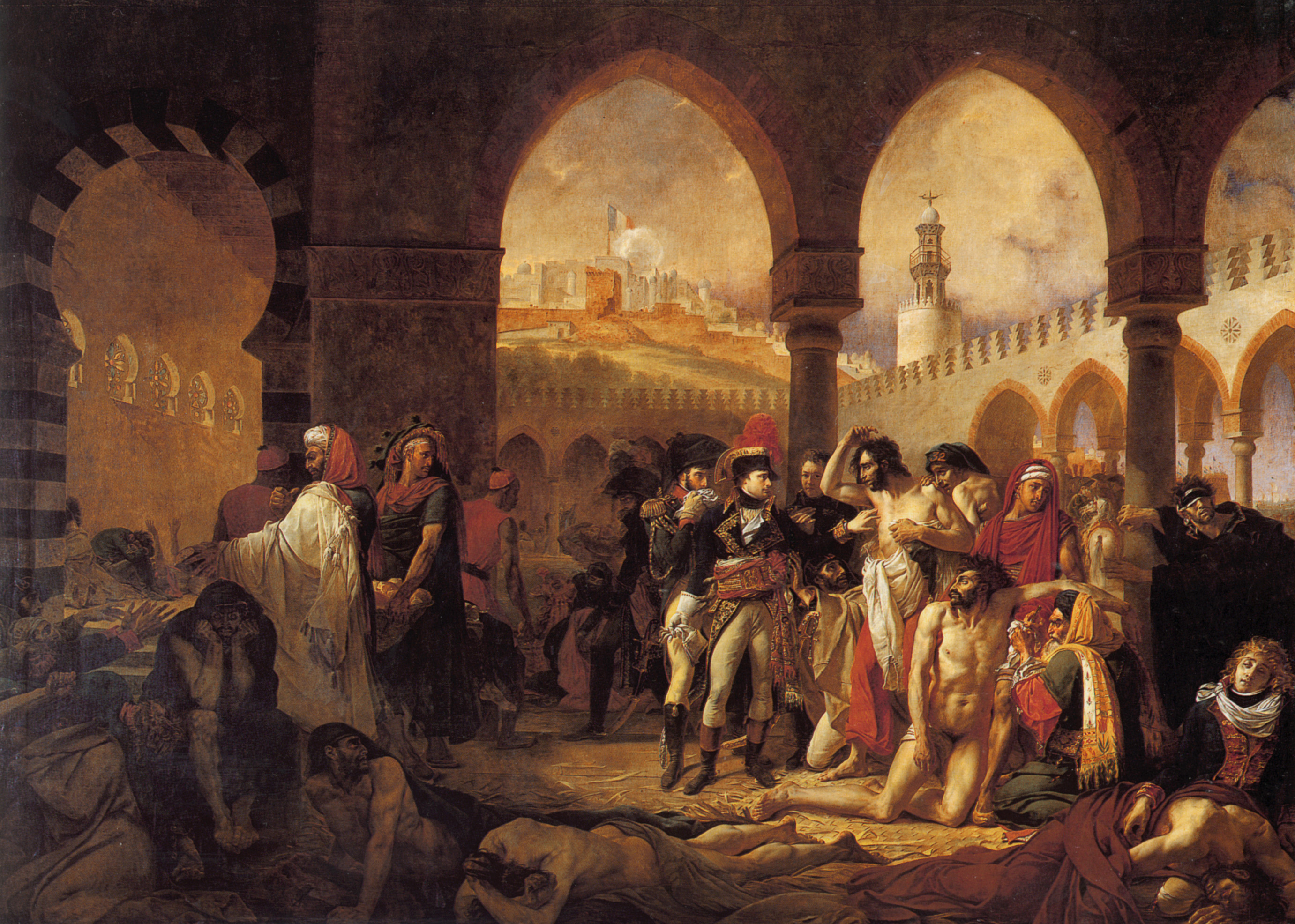
Napoleon ser till sjuka soldater i Egypten, målning av Antoine-Jean Gros

Napoleon började rikta sin uppmärksamhet mot Storbritannien. Han gjorde upp planer på en invasion av Irland och att därifrån invadera England. Då han insåg att det tog för lång tid att bygga upp en flotta för att ta sig över Engelska kanalen och att Frankrike skulle få det ytterst svårt att kunna besegra britterna till sjöss, skrinlade han dessa planer. Istället gjorde han upp planer på att erövra Egypten för att där krossa britternas handels- och kolonialvälde och få tillträde till de vägar som går till Indien och Kina. Han hade också planer på att bygga en kanal mellan Medelhavet och Röda havet så att britterna inte skulle kunna stoppa Frankrikes handel med Fjärran östern.
Napoleon samlade på 6 veckor ihop 35-38 000 soldater, 3000 kavallerister, 60 fältkanoner, 40 belägringskanoner och 400 fartyg, med 15 000 sjömän, sammanlagt omkring 50 000 fransmän. Detta skedde under stor sekretess och britterna trodde att Frankrike skulle invadera Irland men skickade en flotta under amiral Horatio Nelson till Medelhavet för säkerhets skull. Napoleon övertog 1798 befälet för den egyptiska expeditionen och satte i maj 1798 segel i Toulon. På vägen erövrade han Malta som annars skulle störa handeln från Egypten till Frankrike och 1 juli ankrade den franska flottan i bukten vid Abukir öster om Alexandria utan att ha blivit upptäckt av den brittiska flottan. Där landsatte han sina trupper, intog Alexandria och marscherade mot Kairo. Mamlukerna, som härskade i Egypten under osmanernas överhöghet, överraskades till en början, och angrep utan framgång fransmännen under den fortsatta framryckningen. Mamlukerna blev i grund slagna vid pyramiderna 21 juli och Kairo öppnade sina portar för segraren. Medan Napoleon fullbordade nedre Egyptens erövring förstörde britterna, under Nelson, den franska flottan i sjöslaget vid Abukirbukten den 1 augusti. Napoleon och hans här var då helt isolerade från Frankrike.
Denna händelse gav sultanen i Osmanska riket mod att förklara Frankrike krig och han sände en armé mot Egypten. Napoleon inväntade dock inte den nya fiendens ankomst, utan gick med större delen av sin armé mot Syrien för att möta denna. Efter ett tre månaders fälttåg mellan februari och maj 1799, under vilket han förgäves belägrade staden S:t Jean d'Acre, återvände han till Egypten där under tiden osmanska trupper hade landstigit och erövrat Abukir. Vid slaget vid Abukir 25 juli tillintetgjorde fransmännen dessa.
Napoleon återvände av politiska skäl i hemlighet till Europa i augusti 1799, och lämnade Egyptens försvar åt general Kléber. Fransmännen led flera gånger nederlag mot de brittiska trupper som hade landstigit i mars 1801, och tvingades 1 september 1801 att kapitulera i Alexandria.

## Förste konsul

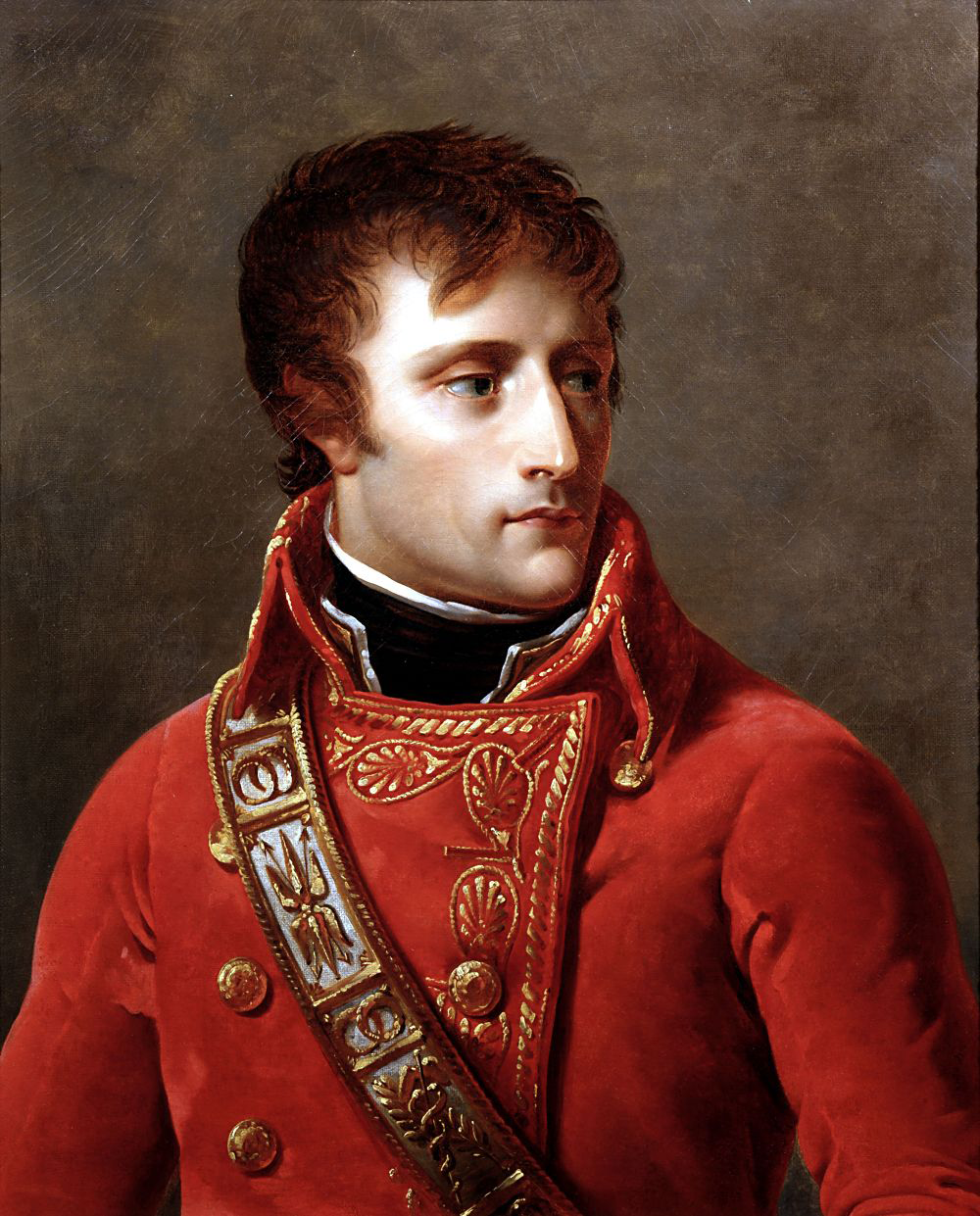
Detalj ur målningen Förste konsul Bonaparte av Gros

Efter sin återkomst till Paris i mitten av oktober 1799 genomförde Napoleon en statskupp, Brumairekuppen den 9 november, och införde ett nytt system som anses utgöra avslutningen på franska revolutionen. Medhjälpare i kuppen var bland andra hans bror Lucien Bonaparte och Emmanuel Joseph Sieyès. Landet skulle nu styras av tre konsuler varav Napoleon var en.
Napoleon nöjde sig heller inte med denna nya roll, utan han ville bli mäktigare. Han försökte få igenom en författning om att landet skulle styras av en (Napoleon) förste konsul som har två konsuler under sig. Napoleon var en av de få på sin tid som förstod propagandans betydelse i samhället och han ville då att det skulle bli ett val bland folket angående författningen. Frankrike blev därmed det första landet i världen att genomföra folkomröstningar om författningar och liknande frågor. Detta gillade folket och resultatet blev solklart; tre miljoner ja-röster och endast 1 562 nej-röster. Omröstningen slog fast att Napoleon skulle styra Frankrike i 10 år framöver som regeringschef med titeln förste konsul. Han var nu 30 år gammal.
I december 1800 undkom han ett attentat utfört av Rue Saint-Nicaisekonspirationen som var en sammansvärjning av rojalister.
Efter ett lyckat fälttåg i Norditalien 1800 kunde Österrike (genom den franska segern vid Marengo) återigen tvingas till Fred. Även med Storbritannien slöts så småningom en kortvarig fred i Amiens 1802, vilket markerar slutet på de franska revolutionskrigen.
Rädslan för att de franska rojalisterna planerade att återta makten, föranledde Napoleon att år 1804 låta kidnappa en fransk prins, Louis Antoine Henri de Bourbon, hertig av Enghien på tyskt område i Baden och föra honom till Frankrike, där han ställdes inför en krigsrätt som på falska grunder dömde honom till döden. Dådet vållade stor förbittring hos de europeiska kungahoven, inte minst hos Gustav IV Adolf, vars hustru Fredrika härstammade just från Baden.

## Kejsare

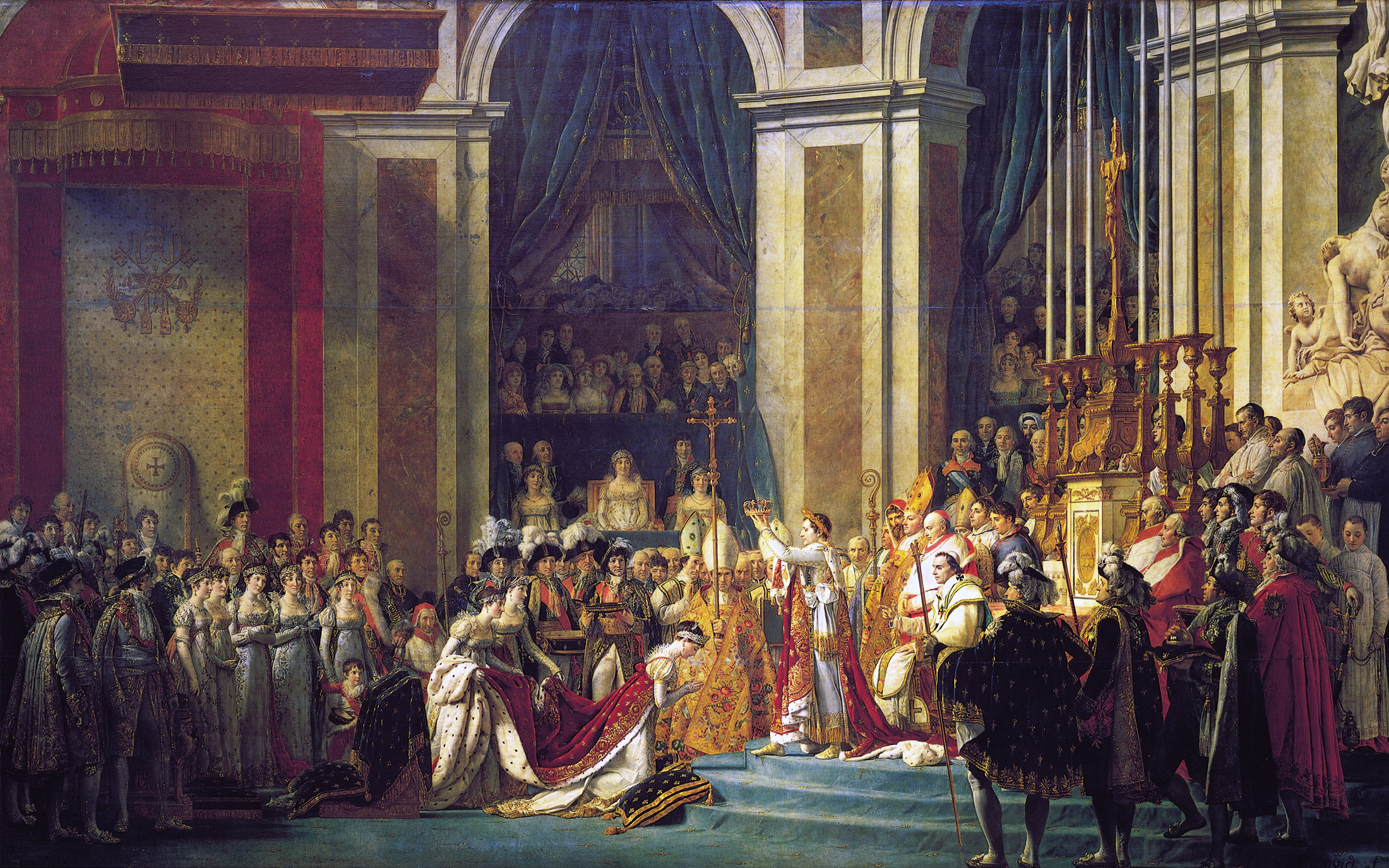
Napoleon kröns till kejsare i Notre-Dame i Paris den 2 december 1804. Notera kvinnan sittande på balkongen; det är hans mor. Hon var dock inte närvarande utan uppehöll sig i Italien, men målaren fick order om att rita in henne. Målning av Jacques-Louis David 1808.

Den 2 december 1804 lät Napoleon kröna sig till fransmännens kejsare och det första kejsardömet etablerades. Vid kröningen satte han själv kronan på sitt huvud. Han hade ett stort folkligt stöd, bland annat beroende på att man sympatiserade med honom på grund av det ständiga dödshotet från rojalister, britter och konspiratörer. Man ville ha en stark ledare; åren kring den franska revolutionen hade varit kaotiska och många såg i Napoleon en stabiliserande faktor. Ordet "kung" var dock allmänt avskytt, därför ansågs "kejsare" vara mer lämpligt. Till skillnad från de gamla kungarna var Napoleon, åtminstone enligt honom själv, en bärare av revolutionens ideal: "Jag förkroppsligar den franska revolutionen" brukade han säga. Innan den officiella förklaringen kom lät Napoleon undersöka opinionsläget i landet. Han lät civilklädda poliser besöka folkliga samlingsställen som krogar och restauranger för att leda in samtalet på det potentiella scenariot att Napoleon skulle bli kejsare, och rapporten blev att de flesta var välvilligt inställda. Samma sak gällde även för hans generaler och statsrådet. Den ende i tribunatet som röstade emot förslaget var krigsminister och revolutionären Carnot som kommenterade det: "Du borde ha stannat som förste konsul. Du var den ende i Europa, se vilket sällskap du hamnat i nu." 

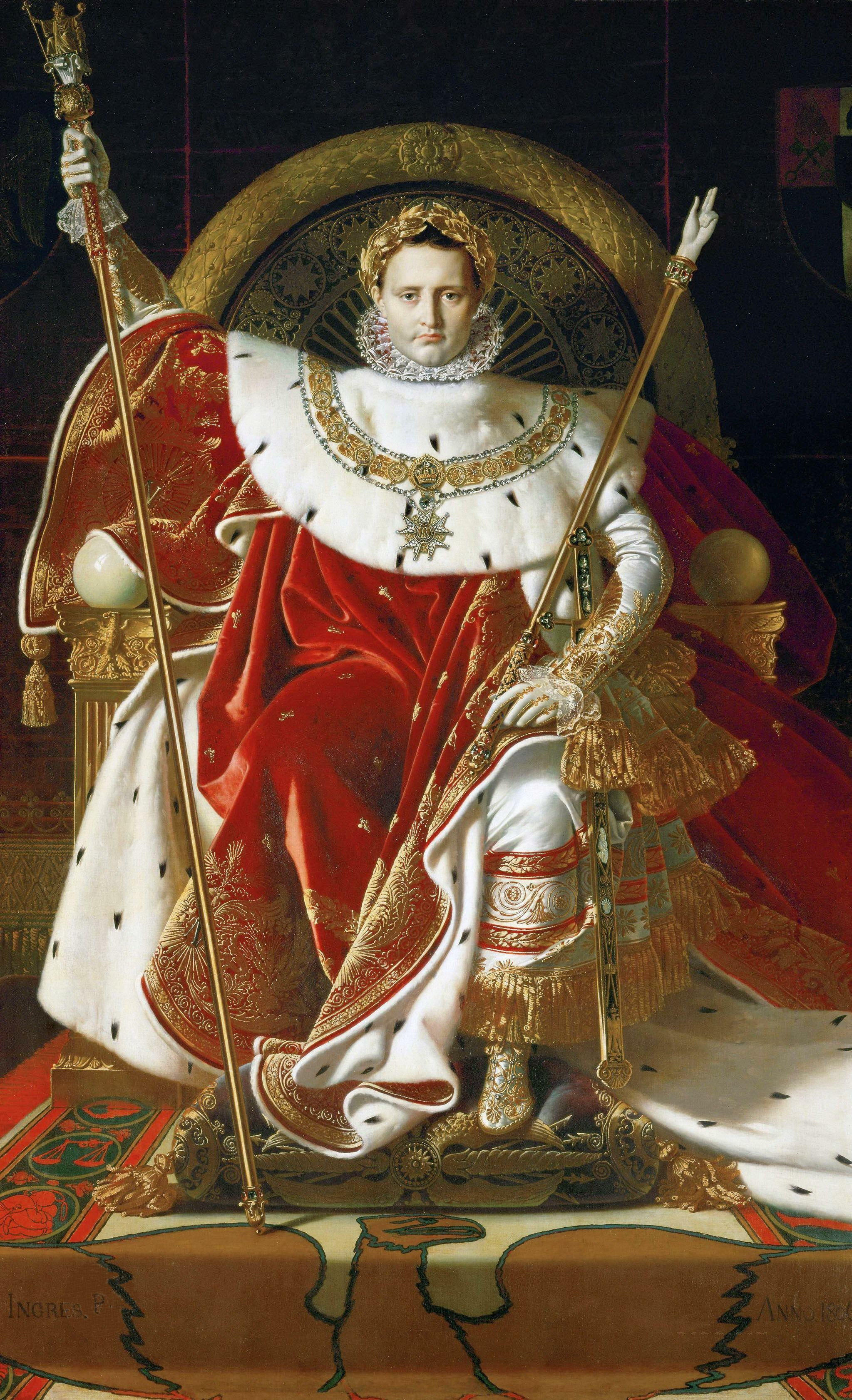
Napoleon på sin tron som Frankrikes kejsare, 1806.

Det fanns dock en opposition, främst bland liberaler och radikaler, men dagens historiker är ense om att Napoleon verkligen hade ett brett folkligt stöd vid tidpunkten. En folkomröstning (den tredje som Napoleon lät genomföra) i november 1804 visade på att antalet som röstade för förslaget var 3 572 329 medan antalet som röstade emot endast uppgick till 2 569 (även om de exakta siffrorna är opålitliga). Den 26 maj 1805 lät han sig bli krönt med järnkronan till kung av Italien av ärkebiskopen i Milano, samt instiftade Järnkroneorden.
Med kejsardömet infördes successivt de för en diktatur vanliga företeelserna: censur av tidningspressen, ingen kritik tilläts i tal och skrift, oliktänkande hamnade i fängelse eller måste lämna Frankrike och en hemlig polis övervakade undersåtarna.
Freden i Amiens bröts dock av en engelsk krigsförklaring den 18 maj 1803 och så inleddes de långvariga napoleonkrigen. Engelsmännen segrade på haven, medan Napoleon vann upprepade segrar till lands. 1805 betvingade han ryssar och österrikare i slaget vid Austerlitz. 1806 besegrades preussarna vid Jena-Auerstädt. 1807 kunde slutligen freden i Tilsit slutas med Ryssland efter slaget vid Friedland och även Ryssland gick med i den så kallade 'kontinentalblockaden' vari Storbritannien skulle utestängas från all handel med kontinenten.
Efter inre stridigheter i Spanien där tronarvingen Ferdinand i ett upplopp avsatte sin far, kung Karl IV, gick Napoleon år 1808 in med trupper i Spanien och utropade sin äldre bror Joseph till kung av Spanien. Detta ledde till att England landsatte trupper i Portugal, under ledning av Arthur Wellesley (senare känd som hertig av Wellington), som ryckte in i Spanien för undsättning till den spanska gerillan. Detta inbördeskrig har kommit att kallas "det variga såret".

Medalj med Napoleon I och Marie-Louise i profil, 1811.

I och med att Frankrikes trupper var uppbundna i Spanien såg Österrike ett tillfälle och förklarade krig 1809. Napoleon lyckades genom snabba förflyttningar och en reorganisering av sin armé slå tillbaka den österrikiska armén vid Eckmühl och senare besegra den fullständigt vid Wagram. Efter att ha avslutat freden i Wien 1809 lät Napoleon upplösa sitt barnlösa äktenskap med Joséphine de Beauharnais och gifte sig 1810 med den österrikiska ärkehertiginnan Marie Louise. 1811 föddes Napoleons son, Napoleon II, "kungen av Rom".

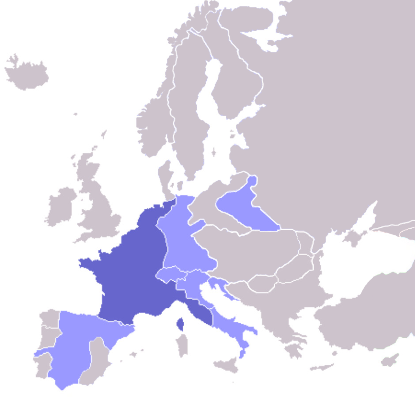
Napoleons Frankrike 1811. Det mörkblåa är Frankrike och ljusblåa är satellitstater.

### Napoleons ryska fälttåg

Napoleon och resterna av La grande armée på reträtt.

Napoleons fälttåg mot Ryssland ägde rum 1812 då den franska armén invaderade Ryssland. Ryssarna använde sig av den brända jordens taktik då man brände alla resurser framför fienden; samma taktik användes bland annat mot fiender som Karl XII av Sverige i början på 1700-talet. Den 7 september ägde det största slaget under Napoleons ryska fälttåg rum i närheten av byn Borodino (124 kilometer väster om Moskva). Fransmännen besegrade ryssarna och ryckte vidare mot Moskva. Napoleon intog Moskva 14 september, men staden sattes i brand av invånarna samma dag. Branden pågick till den 18 september och ödelade stora delar av staden. I oktober insåg Napoleon att armén inte skulle kunna övervintra i Moskva och beordrade återtåg. Merparten av La grande armée gick under i den ryska vintern på grund av ryska anfall, matbrist och köld. De soldater som råkade hamna på efterkälken blev ihjälslagna av bönder. De hade också svårt att hitta mat. Ungefär en halv miljon dog. I Ryssland är kriget känt som Det fosterländska kriget 1812. En annan benämning som förekommer i historieskrivningen är Ryska kampanjen 1812.

### Europeiskt befrielsekrig
Napoleons förlustbringande fälttåg i Ryssland gav Europas förtryckta folk mod och möjlighet till en allmän resning. Efter det stora befrielsekriget 1813-1814 i vilket fransmännen besegrades i flera fältslag, främst slaget vid Leipzig i oktober 1813, tvangs han i april 1814 att abdikera.

## Nedgång och fall

### De hundra dagarna
"De hundra dagarna" kallas i Frankrikes historia tiden från Napoleons andra regeringstillträde 20 mars 1815 till Ludvig XVIII:s återtagande av regeringen 28 juni samma år.
Napoleon abdikerade 11 april 1814 och landsförvisades till ön Elba, där han blev guvernör. Han fick behålla kejsartiteln och fick Elba som självständigt furstendöme samt ett årligt apanage, som dock aldrig utbetalades. Den 3 maj landsteg han i huvudstaden i sitt lilla rike, åt vars regering han genast började ägna hela sin verksamhetslust. Han skapade en förvaltning, en liten här om 1 600 man och ett hov, förbättrade tullväsendet, anlade gator och byggde vägar, ökade saltproduktionen och lät plantera vinstockar och mullbärsträd.
I Frankrike ökade samtidigt missnöjet med Ludvig XVIII. En sammansvärjning uppstod mellan en del yngre generaler, och ett omslag i stämningen till Napoleons förmån ägde rum. Man började öppet tala om hans återkomst. Kungens anhängare blev oroliga och gjorde upp planer på att föra bort Napoleon från Elba eller på annat sätt göra sig av med honom. Napoleon fick kännedom om detta, vilket påskyndade hans beslut att återvända till Paris. När samtidigt splittringen på kongressen i Wien blev allvarlig tog han tillfället i akt.
I slutet av februari 1815, lyckades han fly från ön med 1200 soldater och landsteg i Golfe-Juan i södra Frankrike varifrån han tog sig mot Paris. Regeringen i Paris skickade trupper mot honom men så snart soldaterna fick se Napoleon gick de över på hans sida. Ludvig XVIII flydde från landet den 19 mars och dagen därpå övertog Napoleon åter makten över landet. Europas allierade bildade en armé och Napoleon led mot denna ett förödande nederlag i slaget vid Waterloo 18 juni.

### Sankta Helena

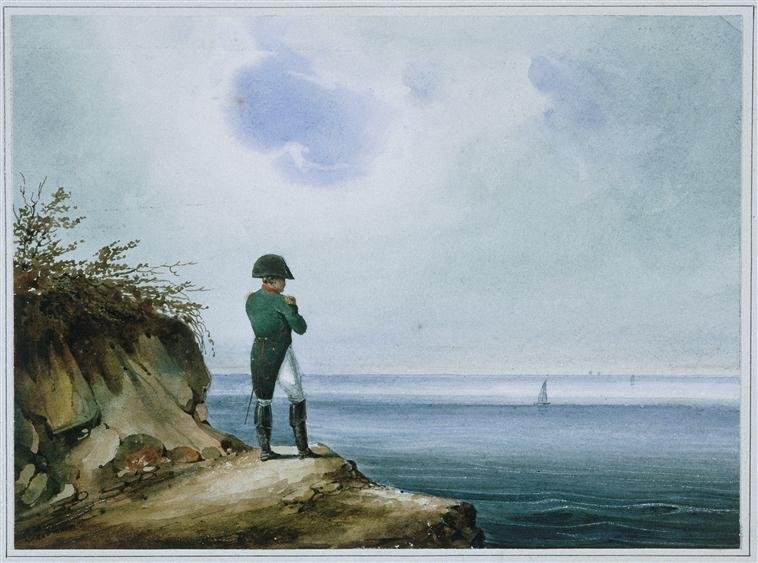
Målning föreställande Napoleon som fånge på Sankta Helena.

Dödsmask av kejsar Napoleon I.

Efter att ha flytt det förlorade slaget vid Waterloo tvingades Napoleon fyra dagar senare till en andra abdikation samt ny landsförvisning, denna gång till ön Sankta Helena, Atlanten. Efter tio veckors seglats anlände de brittiska skeppen till den lilla ön den 14 oktober 1815. Vid den tiden hade ön endast 2 000 bofasta invånare och omkring 2 700 brittiska soldater. Invånarna utgjordes av en blandning av européer, afrikaner, malajer, indier och kineser, och ön tillhörde egentligen det brittiska Ostindiska kompaniet. Den brittiska regeringen "lånade" således ön.
Napoleon och hans följe fick slå sig ned på en herrgård vid namn Longwood, som rustades upp inför deras inflyttning. Britterna hade beviljat 16 personer lov att följa med till ön; bland dem fanns hans tjänstefolk men även hans nära vän Henri Bertrand och diplomaten och generalen Charles Tristan de Montholon. Livet på ön var monotont och tråkigt, och vissa menar att det dåliga klimatet, särskilt vid den plats där Napoleon bodde, bidrog till att han dog tidigare än nödvändigt. Den 5 maj 1821 avled Napoleon och han dödförklarades kl. 17.51. Vissa har spekulerat i att han skulle ha mördats. En svensk tandläkare, Sten Forshufvud, publicerade exempelvis en bok år 1961 där han menade sig ha klara bevis för att Napoleon hade betydande mängder arsenik i kroppen vid dödstillfället. Med hjälp av analyser av Napoleons hår från olika perioder i hans liv har man på senare tid dock kunnat bevisa att Napoleon inte blev förgiftad utan dog av magcancer.
Napoleon begravdes på Sankta Helena, men 1840 beslutade kung Ludvig Filip I att hans kvarlevor skulle flyttas till Paris och Hôtel des Invalides. Efter en renovering flyttades Napoleon 1861 ännu en gång och finns nu på den mest framträdande platsen under kupolen. 

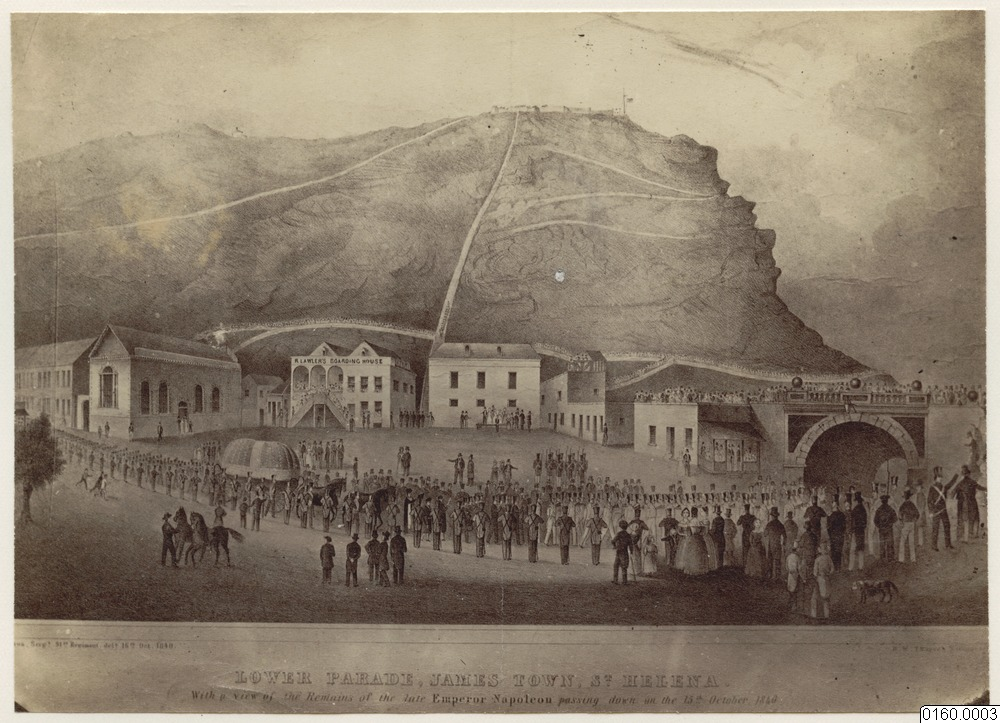
Kejsar Napoleons kvarlevor förs genom Jamestown på Sankta Helena för att flyttas till Paris, 13 oktober 1840. Kopparstick.

## Reformerna

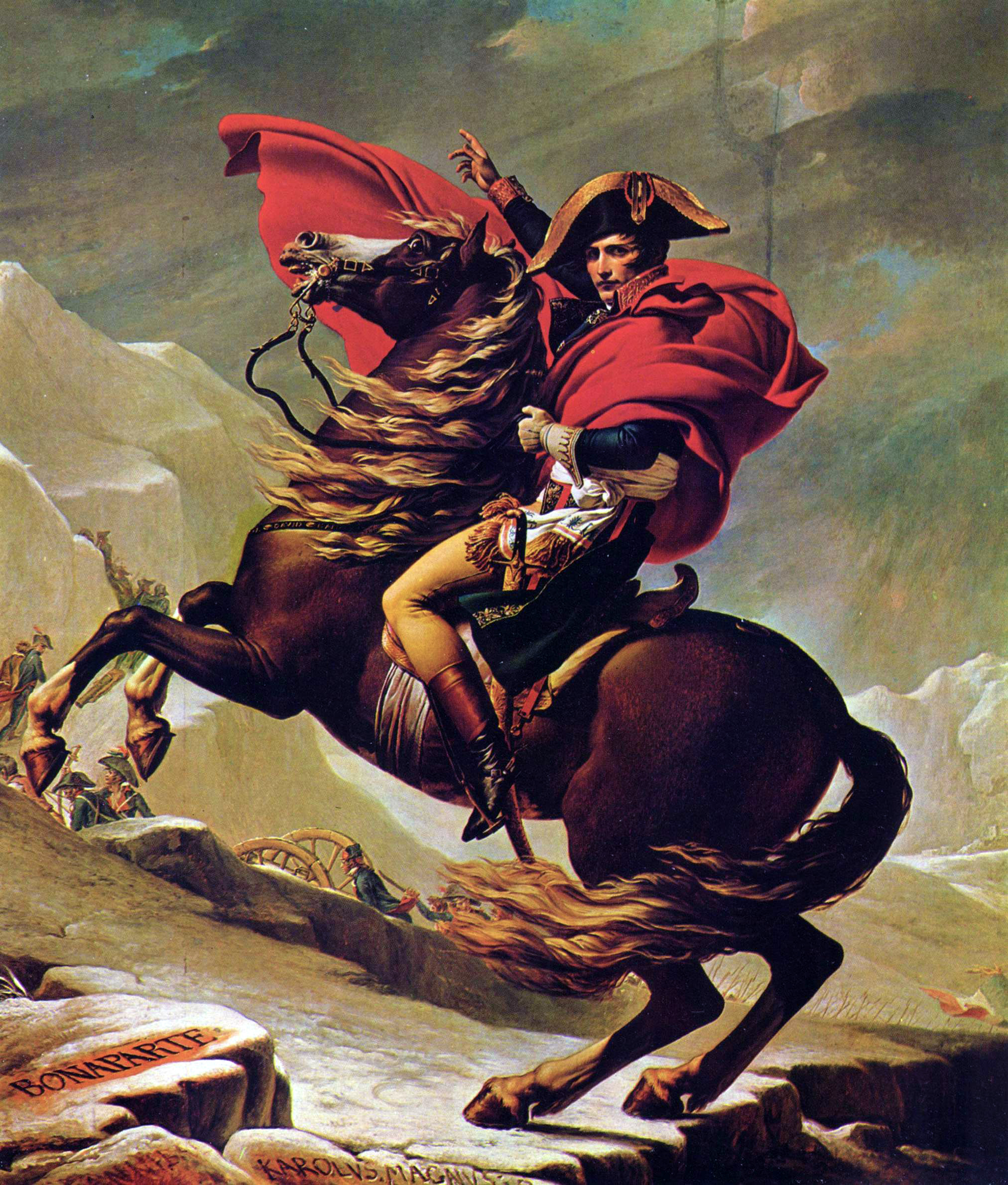
"Napoleon vid Sankt Bernhard", Detta var hur Napoleon ville framställa sig. I själva verket red han på en mulåsna vid den här tidpunkten. Målning av Jacques-Louis David (1800).

Napoleon införde flera reformer i Frankrike och andra länder och införde indirekt flera reformer i nästan alla västländer.

### Arvet efter Napoleon
Napoleon införde dagens numrering av hus, jämna nummer på ena sidan och ojämna på andra och att numren är i ordning. Tidigare var numren slumpvis utsatta, eller efter när huset byggdes. Sverige nappade snabbt på Napoleons idé och snart var Stockholms hus ordnade efter hur nära slottet de var placerade. Det var Napoleon som fick igenom metersystemet. Tidigare fanns det flera andra måttstockar, men ingen officiell.

### Lagsystemet
Det franska lagsystemet var tidigare kaos och bestod av omkring 360 lagböcker. Napoleon sammanställde lagarna till en enda bok, Code Civil (eller Code Napoléon som den kom att kallas), som flera länder har kopierat, mer eller mindre. Nästan alla västländer har lagar liknande dem Napoleon införde.

### Skatten
Tidigare hade man i princip endast beskattat inkomster, men nu ändrade Napoleon skattesystemet genom att även beskatta varor såsom vin, spelkort, salt, vagnar och tobak, vilket det fortfarande krävs ett intyg från staten för att få sälja i Frankrike. Dessutom infördes ett slags ränta.

### Skolan
Under revolutionsregeringen hade nästan alla skolor stängts, Napoleon öppnade dem igen. Denna gång kraftigt moderniserade. Han gjorde det obligatoriskt att gå ett antal år i skolan - till mycket lågt pris, så till och med de fattigaste skulle ha råd att skicka sina barn i skolan. Sen öppnades flera högskolor som tog emot de elever som var bäst. Inte efter vem man var, som det hade varit tidigare.

## Familj
Napoleon I gav sina närmaste släktingar betydande befattningar runt om i Europa: 1796 gick den franska armén över Alperna och drev bort österrikarna från norra Italien. Napoleon utropade sig till kung av "kungariket Italien" och utsåg sin styvson Eugène de Beauharnais till vicekung. Österrike som på nytt gjorde anspråk på kungariket Italien, besegrades år 1800 av Napoleons styrkor i slaget vid Marengo i norra Italien. Napoleon gjorde sig vän med påven och upprättade ett avtal mellan Kyrkostaten och Frankrike. Som ett resultat av överenskommelsen antogs Napoleons morbror Joseph Fesch till kardinal och franskt sändebud i Rom. Efter alla politiska och militära framgångar utropade sig 1804 Napoleon Bonaparte till Frankrikes kejsare. Hans mor Laetitia installerades då som mittpunkt i det kejserliga hovet.
Holland, som var en gammal kolonialmakt hade känt sig allt mer trängt av England. Efter ett olyckligt krig med detta land hade holländarna 1795 avsatt sin kung och anslutit sig till Frankrike och dess revolution. Hollands självständighet bröts genom att kejsarens bror Louis gjordes till Hollands kung 1806. Spanien som också lidit av Englands framfart över världshaven var sedan flera år bundsförvant med Frankrike för att stärka sin position. Kungariket Neapel sorterade under Spanien. Genom ett fördrag med spanska kungahuset insattes Napoleons bror Joseph som kung i Neapel 1806. Preussen försökte stoppa Napoleons framfart, men fick se sina trupper förgöras på två fronter. Därefter installerade Napoleon sin bror Jerome som Westfalens kung. 1808 rönte Spanien samma öde som Holland. Napoleon förvandlade Spanien till en lydstat genom att brodern Joseph nu fick byta ut Neapels krona mot den spanska. Till kung och drottning av Neapel utsågs i stället Joachim Murat, marskalk i den franska armén, och hans hustru Caroline som var syster till Napoleon. Holland handlade trotsigt med England i strid mot kontinentalsystemet och bestraffas 1810 därför av kejsaren. Landet utplånades som stat och blev en fransk provins. Louis Bonaparte, kung av Holland, avsattes, eftersom Napoleon ansåg att han mer såg till holländarnas sak än Frankrikes.
"Min första kärlek var Désirée" skrev Napoleon Bonaparte i sina memoarer. Madame Mère, Napoleons mor, skrev till drottning Desideria av Sverige och Norge och frågade om denna rad i Napoleons memoarer skulle utelämnas. Svaret blev: "Inget ska utelämnas." Förutom ovan nämnda äktenskap med Joséphine de Beauharnais och Marie Louise av Österrike hade Napoleon också en son med Maria Walewska vid namn Alexander Walewski (1810-1868) samt ytterligare en tredje son vid namn Léon Charles Denuelle som dog utfattig i Paris 1881.

## Napoleon I och Sverige
Kung Gustav IV Adolf av Sverige hyste en personlig avsky mot franska revolutionen och Napoleon. I kombination med en orealistisk syn på Sveriges militära styrka gjorde det att Sverige förklarade Frankrike krig, svensk-franska kriget 1805–1810. Till kriget bidrog att Sverige var beroende av handeln med Storbritannien och därför motsatte sig kontinentalsystemet, som var en handelsblockad mot Storbritannien. Vid freden i Paris tvingades Sverige emellertid ändå gå med i kontinentalsystemet. Gustav Adolfs politik och envishet vid tiden för Napoleons marsch genom Europa ledde till att förtroendet för honom som regent minskade och han avsattes vid statskuppen 1809 och Finland förlorades 1809 till det Ryska imperiet. 
I Nordisk familjebok förekommer en uppgift om att Napoleon Bonaparte ska ha valts in som utländsk ledamot i Svenska Krigsmannasällskapet (som år 1805 fick namnet Kungliga Krigsvetenskapsakademien). Han finns dock inte upptagen i de två verk som behandlar sällskapets ledamöter. Han var däremot föreslagen för inval. Historikern Lars Ericson skriver: ”Det finns även exempel på att förslag till nya ledamöter befunnits alltför heta. Det främsta exemplet är Napoleon Bonaparte som i december 1797 föreslogs till hedersledamot, men i ett följande sammanträde beslöts att sällskapet ännu inte hade tillräcklig stadga för att inkalla utländska ledamöter.” Han tillägger: ”Man kan nog förmoda att även sakpolitiska överväganden spelade in; ett inval hade inneburit en dramatisk utmaning mot Gustav IV Adolf.” Däremot kan nämnas att Napoleon I:s brorson Ludvig Napoleon (sedermera Napoleon III) invaldes som ledamot år 1851.

## Utmärkelser
- Svarta örns orden,  1805
- Sankt Hubertusorden,  5 april 1805
- Storkors av Brasiliens Kristusorden,  1810[37]
- Riddare av Elefantorden
- Badiska husorden Fidelitas
- Hessiska Ludvigsorden
- Württembergska kronorden
- Bayerska kronorden
- Rutkroneorden
- Kungliga Serafimerorden
- Santiagoorden
- Royal Order of Spain
- Order of the Three Golden Fleeces
- Karl III:s orden
- Westfaliska Kronorden
- Första graden av Lejon- och solorden
- Riddare av Sankt Alexander Nevskij-orden
- Röda örns orden
- Leopoldsorden
- Order of the Union
- Andreasorden
- Hederslegionens stormästare
- Sankt Annas orden, första klass
- Vita örnens orden
- Riddare av Gyllene skinnets orden
- Toskanska Sankt Josefsorden
- Storkors av Toskanska Sankt Josefsorden
- Sankt Stefansorden
- Kungliga orden av Bägge Sicilierna
- Järnkroneorden
- Akademiska palmen
- Storkors av Hederslegionen
- Återföreningsorden
- Sankt Georgsorden

[Redigera Wikidata]